# Louis Rée
Louis Rée   (Edimburg, 15 d'octubre de 1861 - Viena, 28 de febrer de 1939) fou un pianista i compositor escocés. Era net d'Anton Hartvig Rée (1820-1886), i com el seu avi també es casà amb una pianista, anomenada Susan Pilz.
Estudia en els Conservatoris de Stuttgart i Viena, on es casà amb la pianista Susan Pilz, i des de llavors es dedicaren a donar concerts a dos pianos.
Va compondre diferents obres per aquell instrument, especialment una Suite champêtre a dos pianos.